# Domfessel
 Domfessel (en alsacià Dumfässel) és un municipi francès, situat a la regió del Gran Est, al departament del Baix Rin. L'any 2006 tenia 300 habitants.
Forma part del cantó d'Ingwiller, del districte de Saverne i de la Comunitat de comunes de l'Alsace Bossue.

## Demografia
| 1962 | 1968 | 1975 | 1982 | 1990 | 1999 |
| ---- | ---- | ---- | ---- | ---- | ---- |
| 248  | 276  | 275  | 276  | 279  | 298  |

## Administració
| Període | Identitat   | Partit |
| ------- | ----------- | ------ |
| 2001-   | Marc Clauss |        |